# Fördegymnasium Flensburg
Das Fördegymnasium Flensburg (ursprünglich: Neues Gymnasium) liegt im Stadtteil Fruerlund der kreisfreien Stadt Flensburg. In dem Gebäudekomplex befinden sich noch die Max-von-der-Grün-Schule sowie das Abendgymnasium der Stadt Flensburg. Die Schüler kommen hauptsächlich aus Mürwik, Fruerlund, Engelsby, Wees, Glücksburg (Ostsee) und diversen ländlichen Grundschulen. Das Gymnasium ist ein Mitglied und Modellschule im Projekt Trans-JOB der Stiftung der Deutschen Wirtschaft und des Bundesministeriums für Bildung und Forschung. Daneben war das Fördegymnasium eine Pilotschule im Rahmen des SEMIK-Projektes, in dem Lehramtsanwärter neue Unterrichtskonzepte zusammen mit dem Lehrerkollegium erprobten.

## Chronik

### Anfänge und erstes Gebäude
Als Neues Gymnasium im Aufbau begann das Fördegymnasium, anfangs nur mit sechs Klassen, am 6. April 1961 mit seinem ersten Schuljahr, in Räumlichkeiten der Goethe-Schule. Kurz darauf, am 24. April 1962, wurden die neuen Räumlichkeiten an der Tilsiter Straße bezogen (heute befindet sich dort die Fridtjof-Nansen-Schule Flensburg). 1966 erhielt die Schule den Namen Fördegymnasium. 1969 wurde das Rauchen für Schüler über 16 Jahren erlaubt, allerdings nur in einer bestimmten Raucherecke. Auf Antrag wird 1971 das Projekt Studienstufe eingeführt.
Zum Abitur 1972 gründete sich die Schulband kaputter Hamster, die aus den erfolgreichen Abiturienten Peter N. Buchfeld, Frank Linde, Holger Heldt und Arne Linde bestand und bis 1974 existierte. Die Band erlangte lokale Bekanntheit und spielte unter anderem auf Schulfesten, im Jugendtreff bei der Exe, im Hotel Ruhetal, Glücksburg, sowie vor 1000 Menschen im Kurhaus auf Sylt. Ihre einzige Schallplatte wurde in einer Stückzahl von 200 Stück veröffentlicht. Die LP kostete ursprünglich 15 DM, erhielt Kultstatus und wurde später im Bereich von 1000 DM gehandelt, worauf sie in den neunziger Jahren als CD wiederveröffentlicht wurde.

### Die Schule auf dem heutigen Standort
1979 zog das Fördegymnasium von der Tilsiter Straße in das 1976 eingeweihte Gebäude des Schulzentrums Ost in der Elbestraße 10. Die ursprünglich dort ansässige Realschule wechselte in das alte Gebäude des Fördegymnasiums, die ebenfalls dort ansässige Hauptschule in das alte Gebäude der Osbekschule. Die langlebige, traditionelle Schülerzeitung der Schule, der „Tilsiter Käse“, bewahrt aber seitdem die Anfangsjahre an der Tilsiter Straße noch in ihrem Namen. 1986 feierte die Schule ihr 25-jähriges Jubiläum. Ein Jahr später wurde auf wiederholten Antrag die Fünf-Tage-Woche eingeführt. Zum ersten Mal fuhr 1989 die Jazz-AG ins Schloss Noer. 1992 begann die Kooperation mit der Goethe-Schule mit den Schwerpunktkursen Biologie und Latein. 1994 wurde die Schule teilweise umgebaut. Als neues Fach wurde WiPo (Wirtschaft-Politik) 1996 eingeführt. Zeitgleich wurde für die 10. Klassen ein Betriebspraktikum Pflicht. 1997 bekam die Schule einen Internetzugang. Im Oktober 1998 bewarb sich das Fördegymnasium um eine Teilnahme am europäischen Bildungsprojekt Comenius. Seit 2005 arbeitet die Fachschaft Mathematik mit dem Institut für Angewandte Mathematik an der Fachhochschule Flensburg zusammen. Gemeinsame Mathematik-Fachtage werden für Schüler des Fördegymnasiums angeboten. Ebenfalls werden seit 2005 immer am zweiten Samstag im November die Regionalwettbewerbe der Mathematik-Olympiade für die Stadt Flensburg und den Kreis Schleswig-Holstein durchgeführt. Ab dem Schuljahr 2006 ist die Schule wieder rauchfrei. Im April 2011 feierte das Fördegymnasium sein fünfzigjähriges Bestehen mit einem dreitägigen Rahmenprogramm (Ehemaligentreffen, Projekt- und Spieletag sowie einem großen Schulfest). Mit Beginn des Schuljahres 2011/12 bot das Fördegymnasium den neunjährigen Bildungsgang an.

## Das Schulgelände

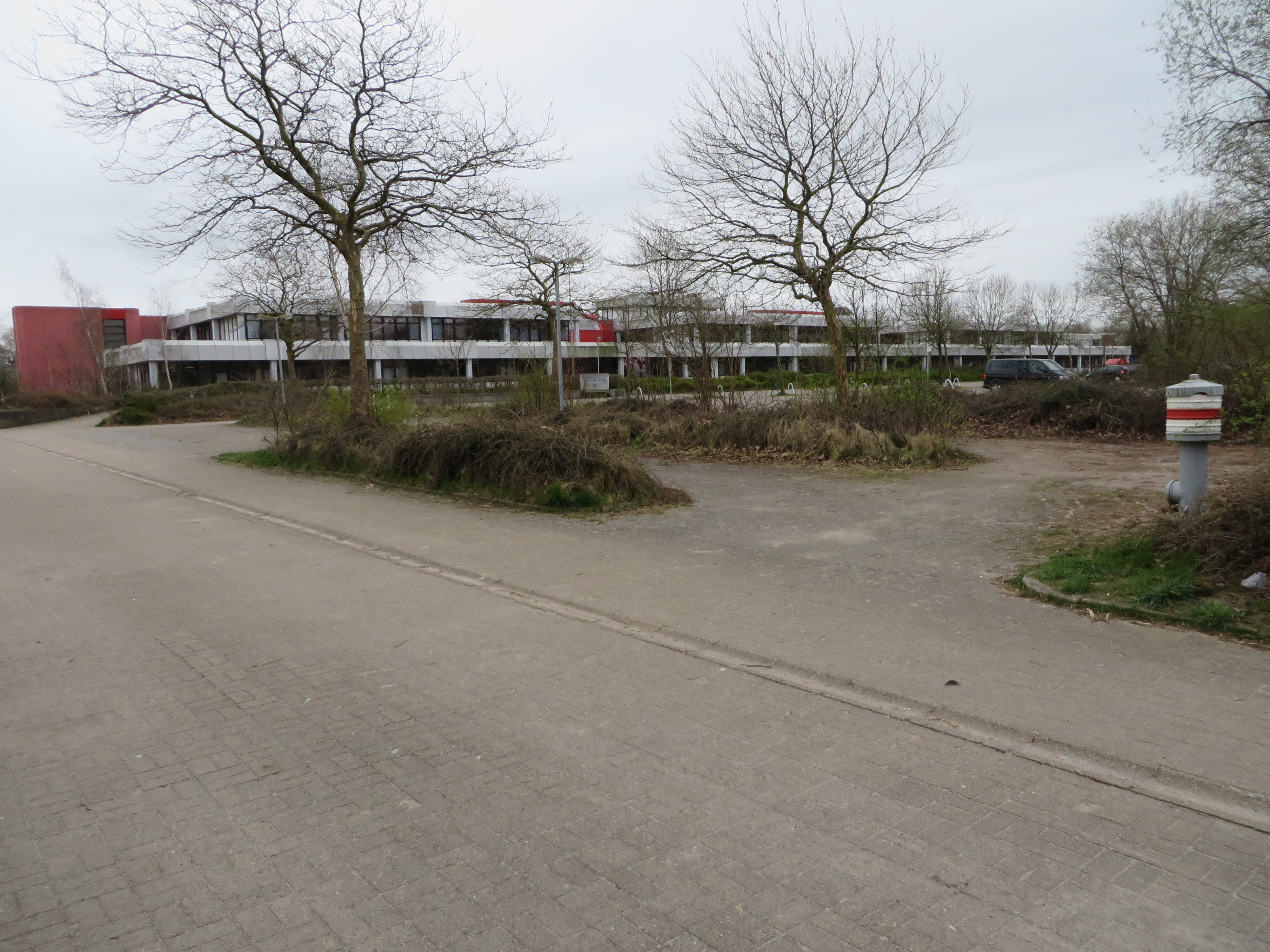
Das Gebäude des Fördegymnasiums (2014)

Das Gebäude des Fördegymnasiums ist ein Betonbau der 1970er Jahre. Daher wurde im Herbst 2012 ein umfangreiches Sanierungsprogramm beschlossen. So sollen besonders in Mitleidenschaft gezogene Gebäudeteile abgerissen werden und an ihrer Stelle neue Klassenräume entstehen, unter anderem auch für die im selben Gebäude untergebrachte Schule für Körperbehinderte, die viele Jahre im Nordflügel untergebracht war und aufgrund von Platzmangel zwischenzeitlich in Containerräume ausweichen musste. Dieses Projekt wird durch den EU-Fonds „Bildung und Integration“ mit ca. 1,5 Millionen Euro gefördert, den Rest tragen Bund und Land zu gleichen Anteilen bei.
Das Fördegymnasium hat einen eigenen, kleinen Schulwald. Unter der Anleitung eines Lehrers wurde der Wald in den achtziger Jahren angelegt und hat nach einigen Jahrzehnten des Wachstums eine stattliche Höhe erreicht. Im Rahmen des Projektunterrichtes des 13. Jahrgangs wurde 2011 mit der Neugestaltung des Waldes begonnen. Alte Bäume wurden gerodet, und an ihrer Stelle neue Setzlinge gepflanzt. Der kleine Teich wurde mit einer Plastikplane ausgelegt, um ein Austrocknen während der Sommerperiode zu verhindern. Ziel ist es, den Wald erneut als „grünes Klassenzimmer“ verwenden zu können. Als eigenständiges Biotop beheimatet er viele Pflanzen- und Tierarten, unter anderem wurden bereits Hasen, Rehe, Igel, Fasane und sogar die sehr seltenen Eichelhäher gesichtet. Der Schulwaldteich wird im Frühjahr während der Laichperiode zudem von zahlreichen Fröschen und Kröten aufgesucht. Der Schulwald begrenzt nach Osten das Schulgelände. Er wird zudem manchmal auch für anschauliche Pflanzenkunde im Biologieunterricht herangezogen. Im Rahmen der beschlossenen Sanierung sind auch für den Schulwald umfangreiche Umgestaltungsmaßnahmen geplant, unter anderem die Errichtung einer Igel-Auffangstation.
Außerdem verfügt die Schule über einen eigenen Sportplatz mit Tartanbelag, der im Herbst 2005 erneuert wurde. Er ist mit zwei Toren und vier Basketballkörben ausgestattet.
Eine in drei Einheiten teilbare Turnhalle wird für den Sportunterricht, sowie von einigen Arbeitsgemeinschaften, wie z. B. der Handball-AG genutzt.

## Sport
Seit dem Bau der Turnhalle wird der Schulsport immer wichtiger und jede Klasse hat mindestens zwei, meistens jedoch drei Stunden Sport in der Woche. Handball wird am Fördegymnasium besonders großgeschrieben. Das Fördegymnasium ist die einzige Schule in Flensburg, die an dem Sportprojekt get-in-touch teilnimmt, das Handball schon von klein an für die Schüler interessant machen soll. Dadurch finden in der Turnhalle oft Turniere mit anderen Schulen statt. Interessierte Schüler können in Handball-Arbeitsgemeinschaften dem Sport nachkommen. Unterstützt werden sie von der SG Flensburg-Handewitt, die Sponsor von get-in-touch ist. Auch finden oft Fußballturniere statt, bei denen das Fördegymnasium in verschiedenen Jahrgängen Mannschaften stellt.

## Projekte

### Comenius-Programm
Das Fördegymnasium nimmt mit sechs anderen Schulen am Comenius-Programm teil. Durch die Zusammenarbeit werden Austausche und Praktika ermöglicht.

### Kleintierhaltung
Unter der Anleitung eines betreuenden Lehrers kümmern sich Schüler, die sich dazu bereit erklärt haben, um in der Schule gehaltene Tiere. Die Kinder sollen dabei Verantwortungsbewusstsein im Umgang mit den Tieren lernen. Dafür sind im Fördegymnasium Käfige für Mäuse und Aquarien mit Piranhas und Schildkröten eingerichtet worden. Die Schüler sollen die artgerechte Haltung der Tiere sicherstellen, in dem sie sich um die Reinigung der Käfige und Aquarien, für das Bewegungsangebot der Tiere und um das Füttern kümmern.

### Musikensembles
Am Fördegymnasium wird in verschiedenen Chören Musik einstudiert. Dabei sind sowohl Schüler in verschiedenen Chören organisiert. Es gibt je nach Altersgruppe für Schüler die Möglichkeit zur Teilnahme im Orientierungsstufen-, Mittelstufen- und ab der 10. Klasse im Oberstufenchor. Zur Musikfreizeit fahren Schüler ins Schloss Noer, um für vier Tage sieben Stunden täglich für das anschließende Workshopkonzert zu proben.
Die musikalische Förderung fängt bereits in der Orientierungsstufe an, in der die Schüler bei den „Fördebrass“ ein Blasinstrument lernen können. Später gibt es die Möglichkeit, in der Miniband mit verschiedenen Instrumenten mitzuspielen. Etwa in der Mittelstufe können die Schüler in der Rockband und in der Big Band mitspielen.

### SonneOnline
Seit 1998 besitzt das Fördegymnasium ein Photovoltaik-Modul auf dem Dach der Schule, dessen durchschnittliche Energieausbeute ca. 900 kWh pro Jahr beträgt. Das Projekt steht für das umweltbewusste Engagement der Schule. 2013 fand eine Erweiterung der Solarzellen auf dem Dach statt, um den eigenen Energiebedarf vollständig decken zu können.

### Umwelt und Mensch
Ein städtisch gefördertes Projekt war das im Januar 2011 von Schülern und Lehrern aus Holz gebaute „House of Renewable Energy“. Es beinhaltet eine Solaranlage mit Photovoltaik-Zellen und eine eigene Warmwasserversorgung durch ein weiteres Solarpanel auf dem Dach. Dem Warmwassersystem wurde ein Warmwassertank beigefügt, um die vorgegebene Temperatur von 30 Grad auch mit Hilfe von einem elektrisch betriebenen Boiler aufrechtzuerhalten. Der ebenfalls vorhandene Lithium-Ionen-Akkumulator, in dem die überschüssige Energie von der Versorgung der Pumpanlage des Wasserkreislaufsystems für die Nacht eingespeichert wird, hat eine Leistung von 15,2 Ah.
Mit dem Projekt werden den Schülern geschlossene Systeme auf Basis erneuerbarer Energie präsentiert, um das Interesse an der umweltfreundlichen Nutzung von Energie zu wecken, und die Möglichkeiten dazu beispielhaft zu zeigen.

### Partnerschulen
- Simon Langton Grammar School for Boys (Canterbury, England)
- Lycée Thiers (Marseille, Frankreich)
- Oberschule Nr. 52 (Moskau, Russland)
- Bertha-von-Suttner-Oberschule (Berlin, Deutschland)
- Sant Estanislau de Kostka (Barcelona, Spanien)
- Gymnázium J.A. Komenského (Uherský Brod, Tschechien)
- Colegio Visconde de Porto Seguro (São Paulo, Brasilien)
- Tallinna 21. Kool (Tallinn, Estland)

## Persönlichkeiten
- Henning Börm (* 1974), Historiker, Abitur 1994
- Volker Dornquast (* 1951), CDU-Politiker, Abitur 1970
- Jacob Heinl (* 1986), Handballer, Abitur 2005
- Jens Münchow (* 1971), Schauspieler, Abitur 1991
- Hanns-Jörg Rohwedder (* 1957), Politiker der Piratenpartei, Abitur 1976
- Jan Schlürmann (* 1974), Historiker, Abitur 1994